# Meg Crofton

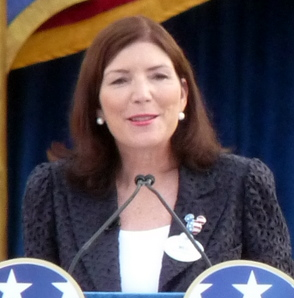
Meg Crofton

Meg Gilbert Crofton es la expresidenta de Walt Disney World Resort en Florida. Fue nombrada en la posición el 7 de agosto de 2006, sustituyendo a Al Weiss, que había sido nombrado presidente de operaciones mundiales de Walt Disney Parks and Resorts en noviembre de 2005. El diario Orlando Sentinel la nombró la entre las 25 personas más poderosas en la Florida Central.
Nacida en San Diego, California, Crofton se mudó a Florida con su familia a los 6 años de edad cuando su padre, Charles Gilbert, fue trasladado allí por su trabajo con la división de servicios aeroespaciales de Pan American, un contratista de la NASA . Asistió a Rollins College antes de transferirse a la Universidad Estatal de Florida donde obtuvo una licenciatura en mercadotecnia y un MBA.
Crofton se incorporó a Disney en 1977 como gerente de marketing con Vista-United Telecommunications, una subsidiaria de la empresa que s encargaba de los servicios de telecomunicaciones prestados a la estación de la Florida. Después de un breve periodo fuera de la organización, se unió de nuevo a Vista-United en 1981 como gerente de operaciones. En 1984, se convirtió en gerente del Golf Resort (más tarde llamado La Posada de Disney), un hotel que es ahora Shades of Green, un complejo militar operado por el Departamento de Defensa de EE. UU. en el Walt Disney World Resort.
Crofton más tarde se convirtió en vicepresidenta de recursos humanos y pasó cinco años como vicepresidenta senior de recursos humanos y de mejoramiento organizacional. En 2002 fue promovida a vicepresidenta ejecutiva de recursos humanos de Walt Disney Parks and Resorts, la división de The Walt Disney Company, que opera sus parques temáticos, hoteles turísticos, cruceros y otras atracciones turísticas a nivel mundial.
Casada con Rich Crofton desde 1981, ella y su marido viven en Winter Park, Florida.